# Exserohilum macginnisii
Exserohilum macginnisii är en svampart som beskrevs av A.A. Padhye & Ajello 1986. Exserohilum macginnisii ingår i släktet Exserohilum och familjen Pleosporaceae.   Inga underarter finns listade i Catalogue of Life.